# Manolo «el del Bombo»
Manuel Cáceres Artesero (San Carlos del Valle, Ciudad Real, 15 de enero de 1949-Moncófar, Castellón, 1 de mayo de 2025), más conocido como Manolo «el del Bombo», fue un famoso hincha español de la selección española de fútbol y el Valencia C. F. El periódico británico The Guardian lo consideró «el hincha más famoso de España» e incluso se le llegó a denominar el hincha más famoso «del planeta».
Se caracterizaba por asistir a todos los encuentros que disputaba la selección española por todo el mundo, tanto partidos amistosos como de carácter oficial, con su camiseta de la selección, su enorme boina y el epónimo bombo. Era muy común verlo en las escenas donde se enfocaba al público en cualquier partido de la selección española. También animó a la selección española de baloncesto durante algunos de los partidos del Eurobasket 2007 disputado en España.

## Biografía
Sus primeros clubes en los que animó fueron la SD Huesca y otros equipos regionales de la provincia donde se crio, haciéndose con su primer bombo. En dicha capital tenía un bar cerca de la catedral. Luego comenzó a animar al Real Zaragoza y a la Selección Española. Finalmente terminó viviendo en Valencia y animando al club de Mestalla. 

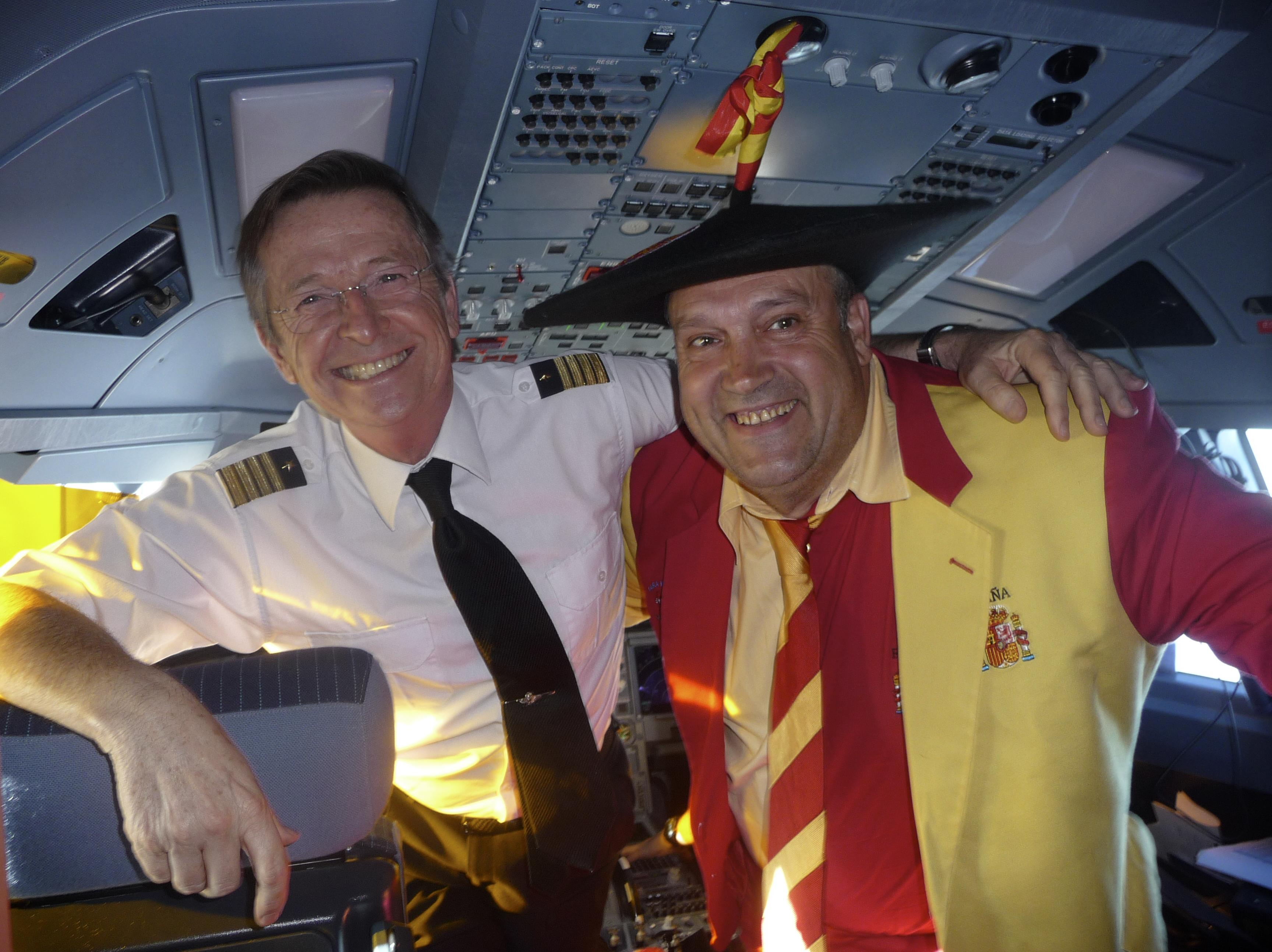
El comandante Guillermo Gómez-Paratcha y Manolo en la cabina del avión que transportó a la selección española de fútbol a Johannesburgo para el mundial de 2010.

Su primer viaje internacional para apoyar a la selección española de fútbol lo realizó a Chipre, en 1979. Pero fue a raíz del Mundial de España de 1982 —se desplazaba en autoestop para ver los partidos— cuando aumentó su popularidad para ser conocido como «no un hincha más, sino el hincha» por antonomasia. Durante la final de la Copa del Rey de 1983 logró ser recibido por el rey Juan Carlos y entregarle una placa de agradecimiento en nombre de la afición española.
Residió en Valencia, donde regentaba el bar Tu Museo Deportivo desde 1986, al lado del estadio Mestalla. A principios de 2011, debido a la nueva normativa municipal valenciana que le impide emitir partidos de fútbol en las múltiples televisiones que tiene instaladas hacia el exterior de la terraza, y a los efectos de la nueva ley antitabaco, declaró a los medios que muchos bares se verían obligados a cerrar, lo que fue malinterpretado como el anuncio de su propio cierre. Manolo «el del Bombo» se ha limitado a quitar la máquina expendedora de tabaco a modo de protesta. 
En 2017, su bombo fue robado en Murcia después de que un grupo de personas sin identificar le abriera el maletero de su coche. Poco tiempo después, la armada española logró recuperarlo en Madrid: este suceso llegó a ser tratado como un tema durante una sección en el senado nacional de España. En 2018, a Manolo no le permitieron llevar su bombo a los partidos del Mundial de Rusia, por lo que decidió no viajar más al extranjero con el bombo.
A mediados de 2020, Manolo había cerrado el bar y se encontraba en una situación económica "muy mala" según sus propias palabras. En 2022, Manolo, pese a que era su intención, no pudo estar en Catar. La RFEF le proporcionó entradas para los partidos y los vuelos, pero no alojamiento, algo indispensable para entrar al país.

### Fallecimiento
El 1 de mayo de 2025 Manolo fue encontrado sin vida a sus 76 años de edad en su domicilio de Moncófar, en la provincia de Castellón. Su última aparición fue en el Estadio de Mestalla, en el encuentro disputado entre la selección española y Países Bajos por los cuartos de final de la Liga de Naciones de la UEFA 2024-25 a finales de marzo de ese mismo año. Manolo llegó a asistir a 10 mundiales a lo largo de su vida:  España '82, México '86, Italia '90, Estados Unidos '94, Francia '98, Corea y Japón 2002, Alemania 2006, Sudáfrica 2010, Brasil 2014 y Rusia 2018.

## Indumentaria
Solía ir vestido con la camiseta roja de la selección con el número 12, con una boina, un cachirulo y un gran bombo con la bandera y el escudo de España.

## En la cultura popular
Manolo ha sido utilizado como ejemplo en exámenes de español en el extranjero. De igual manera, es mencionado en la canción de Carolina Durante «El himno titular». La canción fue versionada después por otros grupos. En 2011, Manolo salió como un cameo en un episodio de la serie de cortos Marcatoons, exactamente en un episodio de nombre «Campeones Oe Oe».